# GJ-81
La GJ-81 o Autopista "Acceso Sur a Gijón" es una autopista de 4 km de longitud en entorno urbano y dependiente del Ministerio de Fomento (no es de red local), que une el centro de la ciudad de Gijón (Plaza del Humedal, a través de la Avenida de Portugal, en el barrio de Polígono) con la Ronda Sur de Gijón, que comprende la Autovía del Cantábrico (A-8) y la Autovía Ruta de la Plata (A-66), aunque en el tramo comprendido entre Gijón - Avilés y Oviedo (Y asturiana) son tramos de autopista libres de Peaje.

## Nomenclatura e historia

### 1976-1990: Su origen en la Autopista Y
La GJ-81, no es una vía de comunicación nueva, era el inicio de la Autopista "Y" asturiana que une Gijón - Avilés y Oviedo. Antiguamente en Asturias la única vía de comunicación de alta capacidad era la citada autopista "Y", comprendiendo varios tramos de dos autovías generales como la Autovía del Cantábrico (A-8) y la Autovía Ruta de la Plata (A-66), con lo cual todo el tramo de Autopista concebía una nomenclatura diferente a la actual, excepto el tramo Serín - Avilés que siempre fue denominado A-8 / E-70. La autopista Gijón - Oviedo siempre fue la A-8 / A-66 / E-70.

### 1990- actualidad
Con la construcción de la Ronda Sur de Gijón, perteneciente a la A-8, aunque en un inicio nombrada como N-632 (aun siendo autovía), el antiguo acceso de la A-66 / A-8 quedó como vía exclusiva de acceso al centro de la ciudad de Gijón, (además de acceso a la zona oeste; Tremañes; La Calzada; al puerto de Gijón, El Musel y al barrio de Pumarín), desviando el resto del tráfico hacia la ronda sur de Gijón. Este tramo de 4 km es la actual GJ-81, que une la plaza del Humedal con la Ronda Sur de Gijón. Aun así, este tramo siguió siendo la A-8 / A-66.
Con la nueva nomenclatura de autovías y autopistas españolas, hubo importantes cambios en la numeración de las autopistas del entorno de Gijón. El tramo entre la Ronda Sur de Gijón y la plaza del Humedal, pasa a denominarse GJ-81 (Autopista Acceso Sur a Gijón), al ser considerada una autopista en entorno urbano y de acceso a una zona concreta a la ciudad. Si bien, este tramo de 4 km es compartido con la A-66, ya que constituye el inicio de la misma, aunque la nomenclatura oficial solo nombra dicho tramo como GJ-81.
La ronda Sur de Gijón pasa a ser oficialmente tramo de la Autovía del Cantábrico y a denominarse como la misma (A-8 / E-70). El tramo entre el enlace de la GJ-81 con la A-8 y el nudo de Serín, tiene la misma nomenclatura (A-8 / E-70) aunque es vía compartida con la A-66, que toma ya su nombre en exclusivo desde el nudo de Serín en sentido Oviedo, siendo la A-66 / E-803 (Autovía Ruta de la Plata), si bien como hemos dicho su inicio comienza en el mismo punto que la GJ-81 y comparte vía con la citada GJ-81 y la A-8 hasta el nudo de Serín.

## Tramos
| Denominación | Tramo                                           | Año servicio | Longitud (km) |
| ------------ | ----------------------------------------------- | ------------ | ------------- |
| GJ-81        | A-8 Tremañes - Avenida del Príncipe de Asturias | 1976         | 4             |

## Salidas

### Autopista: Acceso Sur a Gijón - GJ-81 / Relación de Salidas y Enlaces
| Elemento | Nombre de Salida (sentido Salida de Gijón) Ver de arriba-abajo | Número de Salida | Nombre de Salida (sentido Entrada a Gijón) Ver de abajo-arriba | Carretera que enlaza               |
| -------- | --- | ---------------- | --- | ---------------------------------- |
|          | Comienzo de la Autopista GJ-81 | 0                | Gijón (Centro Ciudad - Plaza del Humedal) Estaciones de Autobús y Ferrocarril (Renfe - FEVE) Puerto Deportivo de Gijón - Acuario de Gijón Playas (Playa de San Lorenzo y Playa de Poniente) | GJ-81                              |
|          | - Sálida únicamente en Sentido de entrada a Gijón | 2B               | Gijón (La Calzada) - Avenida Príncipe de Asturias Puerto de Gijón, El Musel Acceso a Avda. Príncipe de Asturias / Autovía Urbana GJ-10 (N-641) | GJ-10 N-641                        |
|          | - Sálida únicamente en Sentido de entrada a Gijón | 2A               | Gijón (Pumarín - El Llano) - Avenida de la Constitución (N-630) Gijón (Zona Este): Hospital de Cabueñes, El Molinón, Palacio de Deportes, Recinto Ferial Centros Comerciales: (Costa Verde / El Corte Inglés y Los Fresnos / Carrefour) Polígonos Industriales (Roces - Porceyo) y Oviedo por Autovía Industrial AS-II | N-630 AS-II                        |
|          | Gijón (Zona Oeste) La Calzada, Polígonos Industriales (Tremañes - Bankunión) Acceso Oeste al Puerto del Musel (GI-1), Central Térmica de Aboño. Candás, Luanco, Avilés por AS-19 | 3                | Gijón (Zona Oeste) La Calzada, Polígonos Industriales (Tremañes - Bankunión) Acceso Oeste al Puerto del Musel (GI-1), Central Térmica de Aboño. Candás, Luanco, Avilés por AS-19 | AS-19                              |
|          | Enlace con las Autopistas: A-8 (E-70) y A-66 (E-803) Avilés, Oviedo, Aeropuerto de Asturias León, La Coruña Madrid                                                               | 4                | Llegada desde las autopistas(*) A-8 (E-70) y A-66 (E-803) *(Mismo vial, compartido por la A-8 y A-66 entre el nudo de Serín y la Ronda Sur de Gijón). - Enlace con GJ-81, autopista de acceso Sur a Gijón, continúa la antigua ruta de la A-66 hasta el centro de Gijón (autopista detallada en esta entrada). - Enlace con la A-8 (E-70) 1. Ronda Sur de Gijón Salidas Ronda Sur: Tremañes, Gijón-Oeste, Puerto de Gijón / Porceyo, Roces, Oviedo Norte (AS-II) / El Llano, AS-I (Pola de Siero, Langreo y Mieres) / Gijón-Este (La Guía-Viesques), Recinto Ferial, Estadio del Molinón, Palacio de Deportes / Deva - Cabueñes, Hospital de Gijón (Cabueñes), Jardín Botánico, Universidad Laboral, Parque científico-tecnológico. 2. Villaviciosa, Ribadesella, Llanes 3. Santander, Bilbao. | GJ-81 A-66 E803 A-8 E70 AS-I AS-II |